# معهد روحي (بهائية)
معهد روحي بهائي هو مؤسسة تعليمية تعمل في البداية تحت إشراف المجلس الروحي الوطني للدين البهائي في كولومبيا.

## تاريخ
إن شكل التعلم الجماعي للبالغين مثل ذلك الموجود في حلقة الدراسة البهائية، وهو الإطار الطبيعي لاجتماع معهد روحي، قد حدث في سياقات سابقة، مثل تطورات تشوتوكوا في الولايات المتحدة في سبعينيات القرن التاسع عشر، باستخدام "مُثُل الديمقراطية والمشاركة والمساواة".:p46
علاوة على ذلك، استخدم المجتمع البهائي مصطلح "المعهد" بطرق مختلفة على مر الزمن. يشير تقرير صدر عام 1927 في صحيفة البهائيين إلى "معهد"، وهو "معهد الوحدة العالمية" الذي أقيم في جرين أكر. أشارت رسالة كتبها ليروي إيواس عام 1935 إلى أن أحد الأسباب التي دعت إلى تعزيز اجتماعات المجموعات الصغيرة، "الاجتماعات بجانب المواقد"، كطريقة مركزية للترويج للدين هو التغلب على الانطواء النسبي للمجتمع الذي كان يعتقد أنه نابع من الاعتقاد بأن البهائيين المميزين فقط هم من يمكنهم "التدريس". تم الإبلاغ عن إشارة إلى "معاهد المؤتمرات" في المؤتمر الوطني البهائي في الولايات المتحدة في عام 1950. وكان هناك أيضًا إشارة في عام 1958 إلى المعاهد التي أقيمت في الحرم الجامعي. في عام 1961، عُقد مؤتمر في ساموا الأمريكية أطلق عليه اسم "معهد التدريب" وآخر في كوريا في عام 1963. تم اعتماد المصطلح مع بداية الخطة التسعية (التي بدأت في عام 1964) التي حددها بيت العدل الأعظم، المؤسسة الدولية الحاكمة للإيمان. لقد خدم المعهد أو معهد التدريب احتياجات الآلاف الذين بدأوا في دخول الدين في المناطق التي كان يحدث فيها توسع واسع النطاق. كانت مثل هذه الأماكن بحاجة إلى منشأة مادية يتم دعوة مجموعات من المؤمنين الجدد إليها لحضور دورات تساعدهم على تعميق معرفتهم بمبادئ الإيمان. على مر السنين، وبالاشتراك مع هذه المعاهد أو بشكل مستقل عنها، تم تطوير دورات مختلفة على سبيل المثال، معاهد نهاية الأسبوع، ومعاهد مدتها خمسة أيام، ومعاهد مدتها تسعة أيامK لغرض نشر الحقائق الأساسية للدين. لقد طرح نمو الدين إلى مجتمعات قابلة للحياة تحديات أمام المؤسسات البهائية.
لقد تصورت القيادة البهائية عملية تعليمية شاملة تعكس "الحضارة والتقدمK أي الحكومة والإدارة والأعمال الخيرية والحرف والفنون والحرف اليدوية والعلوم والاختراعات والاكتشافات العظيمة والمؤسسات المتقنة، والتي هي الأنشطة الأساسية للإنسان" و"تعليم جميع أعضاء المجتمع. ":pp1–2 أسس أرباب وكوريا وفالكارسيل مؤسسة فوندايك في كولومبيا للتعبير عن مثل هذه الأهداف في منهج دراسي جديد في سبعينيات القرن العشرين. كان أحد المكونات الرئيسية لعملهم قائمًا على مبدأ أساسي مفاده أن جوهر البشرية هو الروحانية وأن مساعدة الأفراد على اكتساب الصفات الروحية من شأنه أن يؤدي إلى تقدم الحضارة.:p47
ومن هذه الجذور نشأت مؤسسة روحي (التي سميت على اسم والد فرزام أرباب:p47) تطورت كجزء من عملية أوسع لبناء المجتمع بين البهائيين:p47في كولومبيا، تركزت أولاً في بلدة بويرتو تيخادا، بالقرب من كالي :p83في قسم كاوكا. وفي نهاية المطاف وقع معهد روحي تحت إشراف المجلس الروحي الوطني للدين البهائي في كولومبيا. منذ عام 1992 تم تسجيلها باسم "مؤسسة روحي"، وهي منظمة غير ربحية مستقلة قانونيًا. ظهرت دورات الروحي في مجموعة واسعة من الدوائر الدراسية في مختلف البلدان الأخرى. قدم المشاركون الأوائل ملاحظاتهم للمؤلفين، ثم على مدى عدة سنوات تم الإصدار الرسمي الأول للكتب.:p48ونتيجة لذلك، تتضمن المواد أمثلة من ثقافات متعددة مما يساعد المشاركين المختلفين على الارتباط ببعض المحتوى الثقافي للمواد.:p51منذ أواخر تسعينيات القرن العشرين، تطورت عملية معهد روحي كطريقة إضافية لتقدم المجتمعات.:p78
وقد لاحظ الرئيس الحالي للدين، بيت العدل الأعظم، تقدم العمل منذ أوائل العقد الأول من القرن الحادي والعشرين.:p4وذكروا أن "الأغلبية العظمى من الجمعيات الروحية الوطنية اختارت اعتماد المواد الدراسية التي وضعها معهد روحي".:pp4–5وخاصة في السنوات الأخيرة، تم اعتماد برامجها التدريبية من قبل عدد متزايد من المحليات في جميع أنحاء العالم، مما يعزز "ثقافة التعلم" بين المشاركين فيها.:p47بحلول عام 2012، سمح موقع Ruhiresources.org الإلكتروني، الذي يديره متطوعون من مدرسي روحيK بمشاركة المواد التي أنشأها مدرسو روحي بحرية.:p51

## المبادئ والأهداف والأساليب
الهدف من دورات معهد روحي هو "استحضار تجربة تعليمية تحويلية من خلال نهج تجريبي وتعاوني يركز على المتعلم، ويسهله معلم خاص وليس مدرسًا أو مدرسًا أو خبيرًا.":p38وقد حدد الأكاديميون هذه الممارسة باعتبارها مثالاً على البراكسولوجيا. "تشير أدوار المعلم إلى الوظائف التي نؤديها في وقت معين وليس إلى المناصب التي نشغلها في المجتمع.":p38في الواقع، يُعيد روحي هيكلة المعايير والأدوار والأهداف المجتمعية للتعليم "لإعادة النظر في الصور المجتمعية وأنظمة التعليم كجزء من تصميم أنظمة جديدة للتعلم والتنمية البشرية تتوافق مع النظرة العالمية الناشئة." صُممت الدورات التدريبية لتُدار من قِبل مجموعات متعلمين مُتطورة عضويًا، باستخدام "التأمل النقدي والتفكير التفاعلي والأنشطة المصممة لتحويل النظرية إلى عمل عملي".:p6 يجب على المعلمين الذين يسهلون الدورات أن يفكروا في دوافعهم ويتم تشجيعهم على أداء دورهم كخدمة فاضلة.:p40 التدريس الخصوصي ليس منصب سلطة بل خدمة للمجتمعK عامل واضح في تدريب المعلمين، يسعى إلى تعزيز "السلوكيات الجميلة":p49 للعمل كـ "أصدقاء يعلمون الأصدقاء". :p49"تطبق الدورة مفهوم "الوجود والفعل" وتدمج "الفعل والتأمل" كإستراتيجية تعلم أساسية.":p46وتشمل الأولويات التي تم دمجها في عملية الدورات وتطويرها "إبراز رؤية عالمية شاملة"؛ "ضمان الحق في التعلم والحق في المعرفة"؛ "رعاية تنمية التنوع"؛ "توفير الكفاءات اللازمة لجعل الترابط المتبادل حقيقة اجتماعية"؛ و"توفير التطور الاجتماعي والثقافي".
سيتم تشجيع أي مجموعة تخضع لدورة تدريبية على متابعة مشروع خدمة كوسيلة لوضع ما تعلمته موضع التنفيذ:p51:pp83–4وتتضمن هذه المشاريع عادة تنظيم لقاءات دينية، وتطوير المهارات في رفع جودة الخطابات حول القضايا الاجتماعية، والتحول إلى معلم للأطفال. يتم تأطير الخدمة المجتمعية من خلال السياقات التي يجلبها الأفراد إلى المجموعة وإحساسهم بالهدف تجاههاK ومن خلال العديد من الدورات التدريبية، تنمو المشاريع المقترحة في التعقيد. وقد تطورت بعضها إلى منظمات غير حكومية محلية خاصة بها.:p84 الهدف المتسامي هو التمكين الروحي والأخلاقي لخدمة المجتمع والإيمان من خلال تنمية الصفات مثل "موقف متواضع من التعلم، والتفاني في تطبيق التعاليم، والمسؤولية عن النمو الشخصي، ونمو المجتمع البهائي".:p50 إن تقدم الأفراد في تعلم الفضائل مثل التواضع والصبر واللباقة يتقدم وسط شعور بالتمكين.:pp52–3 نوع من المواطنة.
تركز المواد التي أعدها معهد روحي على الكتابات البهائية من خلال مساعدة المشاركين على فهم النصوص على ثلاثة مستويات مختلفة. المستوى الأول هو مستوى الفهم الأساسي، فهم معاني الكلمات والجمل. المستوى الثاني يتعلق بتطبيق النصوص على مواقف مختلفة في العالم الحقيقي. وأخيرًا، يتعامل المستوى الثالث مع آثار الاقتباسات المختلفة على جوانب أخرى من العقيدة والعمل البهائي.

### نتائج
لقد ظل هدف تحقيق الشعور العالمي بالمواطنة النشطة والملموسة في الإيمان بعيد المنال.:pp81–2وعلى الرغم من تزايد عضوية الدين، إلا أن ليس كل الناس يشاركون بشكل فعال في الأنشطة الاجتماعية. لقد قام الباحثون بمراجعة القيود التي تواجهها أساليب التدريس التقليدية في الغرب، ولكن البعض يزعم أن هناك مشاكل مماثلة موجودة في جميع أنحاء العالم. منذ عام 2008، قام العديد من الأكاديميين بمراجعة برنامج روحي. وبحسب كلمات أحد الباحثين، فإن هذا "... أصبح جوهر حياة المجتمع البهائي في جميع أنحاء العالم نتيجة لعملية سعت إلى رعاية الحياة الروحية للأفراد والأسر وإقامة أسس اجتماعية لرؤية وممارسة المواطنة الدينية العالمية.":p94
وقد قامت الدراسات الأكاديمية بقياس جوانب مختلفة من الروحي. تناولت إحدى أطروحات الدكتوراه دورات روحي باستخدام مزيج من الأساليب الأكاديمية للتعلم التأملي والنقدي، والتعلم التجريبي، والسياقات الأخلاقية/القيمية.:pp42,117 أجرى مورتنسن مقابلات مع المشاركين قبل وبعد سلسلة من الدورات.:pp51,62 على مدى فترة ستة أشهر، بدأت الدراسة بالمشاركين في منطقة الغرب الأوسط بالولايات المتحدة، وفي مرحلة لاحقة تم توسيعها إلى مناطق في كندا وإيران وإثيوبيا وكوريا الجنوبية وتركيا والمملكة المتحدة.:p116 أدرج مورتنسن التوصيات في أطروحته.:pp122–4 وأعرب عن أمله في أن تؤخذ نتائجه في الاعتبار عند تعديل المسارات.:p51 وجد أن أقلية كبيرة من المشاركين أخذوا الدورة بناءً على تفويض بيت العدل الأعظم وأن عددًا صغيرًا منهم لم يكونوا بهائيين وجاءوا نتيجة لدعوات شخصية من الأصدقاء أو العائلة.:p61 أعجبت الأغلبية بأن المنهج الدراسي كان مبنيًا حول التعلم الاجتماعي أو الجماعي، مع وجود فرصة للتعلم من الآخرين بالإضافة إلى جلب تجربتهم الخاصة إلى دائرة الدراسة،:p77 وأقدر الضحك الطبيعي الذي نشأ.:p78 وقد ذهب جميع غير البهائيين الذين تمت مقابلتهم إلى أخذ دروس روحية إضافية، ولم يعرب أي من المشاركين عن خيبة أمله أو عدم رضاه عن طريقة الروحي في التعليم نفسها؛ وقد أكدت الأغلبية على ما كان بالنسبة لهم المكون غير المعتاد وهو أن الكثير من العمل والتعلم في دورة دراسية يتم في بيئة مجتمعية.:pp117–8
وفي مراجعة أخرى، وجد العاملون في مجال تعليم الكبار "انسجامًا بين المفاهيم التي طورها معهد روحي ومبادئ تعليم الكبار".:p53وقد أجرى معهد روحي دراسة في الصين والمجتمعات المجاورة بحثًا حول ممارسات "المواطنة الدينية".:pp78,80أدت صيغة روحي إلى "مجموعات صغيرة غير هرمية، ذاتية المبادرة، ومنظمة ذاتيًا، منخرطة في الدراسة والتدريس والعمل"،:p79 وهو ما يعمل على تحويل الثقافة البهائية الأوسع إلى ثقافة بناء مجتمعات صغيرة بين شبكات طبيعية من العائلة والأصدقاء، وهو الشكل الذي يمكن تطبيقه سياسياً في الصين وقابل للتكيف مع حدود المساحة في هونج كونج.:p80
دراسة حالة منشورة قارنت التطورات في ثلاث حالات من البهائيين الذين عززوا التنمية بين الثقافات الأصليةK مركز ثقافي غوايمي في بنما، ولجنة إقليمية للتنمية الاجتماعية والاقتصادية في كيفو، زائير، والتطوير الأصلي المحدد لمعهد البهائي روحي في كولومبيا : "إنهم يوضحون أهمية الصور التوجيهية التطورية، والدعم المفاهيمي للأفعال، والكفاءة التطورية، ومساهمة الأفعال من الدرجة الثانية والتصميم الهادف لنظام الأبعاد التفاعلية التي تعمل على المستويات الفردية والمجتمعية لتصميم الأنظمة البشرية (من قبل أولئك) الذين يُعتبرون في كثير من الأحيان هامشيين وغير ذوي صلة وجهلة بتحديات مجتمع عالمي مترابط". رأى المراجعون نتيجتينK "القوة الدافعة التي مكنت المشاركين، ووفرت رؤية، وغذت الكفاءة التطورية كانت في كل حالة التزامًا قويًا بالمعتقدات الدينية البهائية" وكان كل من الثلاثة "مصممًا ومُنفذًا من خلال جهود مجموعة صغيرة من الأفراد ذوي الدوافع العالية الذين يتميز أسلوب قيادتهم بقيم تطورية مثل التعاون والخدمة والترابط والتواضع وما شابه ذلك."

## التسلسل الرئيسي للمقررات الدراسية
فيما يلي قائمة بعناوين المواد المتوفرة للأعمار من 15 عامًا فما فوق. هناك المزيد من العناوين قيد التطوير.
- الكتاب الأول: تأملات في حياة الروح
- الكتاب الثاني: النهوض للخدمة
- الكتاب 3: تدريس فصول الأطفال
- الكتاب الرابع: المظاهر التوأم
- الكتاب الخامس: إطلاق العنان لطاقات الشباب
- الكتاب السادس: تعليم القضية
- الكتاب السابع: السير معًا على طريق الخدمة
- الكتاب الثامن: عهد بهاءالله
- الكتاب التاسع: اكتساب منظور تاريخي
- الكتاب العاشر: بناء مجتمعات نابضة بالحياة
- الكتاب 11: الوسائل المادية
- الكتاب الثاني عشر: الأسرة والمجتمع
- الكتاب 13: المشاركة في العمل الاجتماعي
- الكتاب 14: المشاركة في الخطاب العام

### برنامج التمكين الروحي للشباب الصغار
تُستخدم العناوين التالية للشباب الذين تتراوح أعمارهم بين 12 إلى 15 عامًا.
- نسائم التأكيد
- نبع الفرح
- عادات العقل المنظم
- ومضات من الأمل
- السير على الطريق المستقيم
- التعلم عن التميز
- التفكير في الأرقام
- الملاحظة والبصيرة
- المعبد البشري
- الاعتماد على قوة الكلمة
- روح الإيمان
- قوة الروح القدس
- أشعة الضوء
- فهم البيانات

## روابط خارجية
- معهد روحي (الموقع الرسمي)
- Bahai.org: معهد التدريب
- الجماعة البهائية في كولومبيا
- Bahai.org: آفاق التعلم
- صور لبعض البهائيين إلى جانب آخرين، في الأنشطة المتعلقة بمعهد روحي
- موارد روحي (مؤرشفة)
- مقالة في البهائية